# Roland Quignon
Jean Roland Quignon (* 19. Dezember 1897 in Paris; † 12. Mai 1984 in Nesles-la-Vallée) war ein französischer Filmarchitekt und Filmregisseur.

## Leben und Wirken
Jean Roland Quignon ließ sich als junger Mann von seinem künstlerisch tätigen Vater, dem Maler Fernand Quignon, in der Malkunst unterrichten. Anschließend besuchte er in seiner Heimatstadt Paris die École des Beaux Arts, wo er auch das theoretische Rüstzeug erhielt. Ab 1923 arbeitete Quignon ein Jahrzehnt lang als Bühnenbildner, kurzzeitig auch in Deutschland. 
1933 wechselte er zum Film. Hier entwarf er in den kommenden zwei Jahrzehnten die Bauten zu einer Fülle von Unterhaltungsproduktionen, die zwar beliebt waren, filmhistorisch aber keine Bedeutung besitzen. Seine Filmbauten gestalteten überwiegend Dramen, hin und wieder lieferte er auch die Szenenbilder zu Kostümstoffen, Leinwandoperetten und Komödien wie Atoll K, den letzten Film mit Stan Laurel und Oliver Hardy. Seit Mitte der 1950er Jahre hatte sich Quignon auch hin und wieder mit nicht allzu großer Resonanz als Filmregisseur versucht.

## Filmografie
als Filmarchitekt
- 1933: La rue sans nom
- 1933: Son autre amour
- 1935: Bourrasque
- 1935: Son autre amour
- 1936: L’homme sans cœur
- 1936: Pantins d’amour
- 1936: La terre qui meurt
- 1937: Mama Kolibri (Maman Colibri)
- 1937: Prison de femmes
- 1938: Clodoche
- 1938: Métropolitain
- 1939: Ma tante dictateur
- 1939: Le président Haudecœur
- 1939/45: Bifur 3
- 1940: Notre Dame de la Mouise
- 1941: Chèque au porteur
- 1941: Les jours heureux
- 1942: Frau am Kreuzweg (La femme perdue)
- 1942: Patricia
- 1942: Le Mistral
- 1943: Les Roquevillard
- 1943: Lucrèce
- 1943: Échec au roy
- 1944: Le cavalier noir
- 1944: Paméla
- 1945: La route du bagne
- 1945: Nuits d’alerte
- 1946: Tombé du ciel
- 1946: Désarroi
- 1947: Le cavalier de Croix-Mort
- 1948: Toute la famille était là
- 1948: Barry (Barry)
- 1949: Le furet
- 1949: Menace de mort
- 1950: La peau d’un homme
- 1951: Atoll K (Atoll K)
- 1952: Geschichte einer Seele (Procès au Vatican)
- 1952: Es ist Mitternacht Dr. Schweitzer (Il est minuit Docteur Schweitzer)
- 1953: Ungarische Rhapsodie
- 1954: Il visconte di Bragelonne
- 1960: Kalte Wut (Colère froide)
- 1969: Les lettres de Stalingrad (Auftritt, technische Mitarbeit)

als Regisseur oder Co-Regisseur:
- 1955: Les main liées
- 1956: Ah! Quelle équipe
- 1965: Les enquiquineurs / Bon Weekend
- 1969: Au frais de la princesse